# Cirque Starlight
 (mai 2022).
Si vous disposez d'ouvrages ou d'articles de référence ou si vous connaissez des sites web de qualité traitant du thème abordé ici, merci de compléter l'article en donnant les références utiles à sa vérifiabilité et en les liant à la section « Notes et références ».
Le cirque Starlight est l'un des principaux cirques de Suisse, basé à Porrentruy dans le canton du Jura.

## Présentation
Le cirque Starlight a été fondé en 1987 par Jocelyne et Heinrich Gasser, 4e génération de la dynastie Gasser, l'une des plus anciennes dynasties de cirque en Suisse. 
Autrefois traditionnel, le cirque Starlight crée depuis 2002 des spectacles de cirque contemporain.
Depuis le spectacle Galerie, mis en scène par le Québécois Yves Dagenais et interprété par des finissants de École nationale de cirque de Montréal, le Cirque Starlight présente chaque année une nouvelle création alliant cirque, danse et théâtre. Après une période de création d'environ six semaines aux quartiers d'hiver à Porrentruy, le spectacle part ensuite en tournée sur les routes de Suisse de mars à août environ.

## Historique des créations

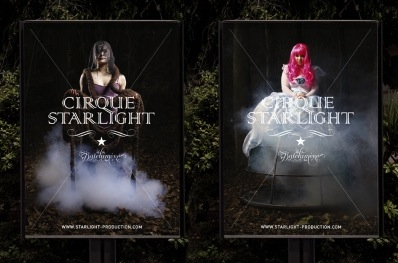
Affiches du Cirque Starlight (2011)

- 2002 : Galerie, mise en scène de Yves Dagenais
- 2003 : Premières, mise en scène de Yves Dagenais
- 2004 : Happy-Hour, mise en scène de Yves Dagenais
- 2005 : Crazy Street 18, mise en scène de Yves Dagenais
- 2006 : Casting, mise en scène de Yves Dagenais
- 2007 : Squat, mise en scène de Yves Dagenais
- 2008 : C comme, mise en scène de Yves Dagenais
- 2009 : Coulisse, mise en scène de Goos Meeuwsen
- 2010 : Starflight, mise en scène de Pablo Ariel Bursztyn
- 2011 : Balchimère, mise en scène de Stefan Hort
- 2012 : Aparté, mise en scène de Stefan Hort
- 2013 : Entresort, mise en scène de Stefan Hort
- 2014 : Octavius, mise en scène de Emiliano Sanchez Alessi
- 2015 : Vue d'ailleurs, mise en scène de Emiliano Sanchez Alessi
- 2016 : La rencontre, mise en scène de Emiliano Sanchez Alessi
- 2017 : D'ici là, mise en scène de Emiliano Sanchez Alessi
- 2019 : Perspective, mise en scène de Christopher D. Gasser
- 2021 : Symphonie lunaire, mise en scène de Christopher D. Gasser
- 2022 : Limbes, mise en scène de Christopher D. Gasser[2]